# Александар Живковић (фудбалер, 1977)
Александар Живковић (Ниш, 28. јул 1977) бивши је српски фудбалер.

## Клупска каријера
Каријеру је почео у нишком Радничком, а у Србији је још играо за Партизан, Рад, Обилић, ОФК Београд и Вождовац. Као интернационалац је наступао у Јапану за Џубило Ивату и у Кини за Шандонг, Шенџен и Гуангџоу Р&Ф.

## Репрезентација
За сениорску репрезентацију СР Југославије је одиграо две утакмице 2001. године на Кирин купу у Јапану.
У августу 2008, селектор олимпијске репрезентације Србије Мирослав Ђукић је уврстио Живковића на коначан списак играча за Олимпијске игре 2008. у Пекингу. Живковић је поред Владимира Стојковића и Миљана Мрдаковића био један од тројице играча старијих од 23 године, што је граница дозвољена за олимпијски тим. Наступио је на све три утакмице на олимпијском турниру (Аустралија, Обала Слоноваче и Аргентина).